# مارنجان
امير ومجاهد ساكنين في مارنجان أو كما تعرف ب«مارنجان السودان» تقع هذه المنطقة في مدينة ود مدني بولاية الجزيرة، وهي من أهم الأحياء الشعبية القديمة والعريقة في السودان وتعتبر عصب الصناعة في المدينة اذ تحتضن جملة واسعة من المصانع والمخازن ومعاصر الزيوت التي تتبع سواء كانت للقطاع الخاص أو لمشروع الجزيرة.
وسميت بمارنجان السودان؛ لأن سكان أهل المنطقة تشكلو من مختلف القبائل السودانية مما أدى إلى تكون نسيج اجتماعي مبدع ومثقف ومترابط في نفس الوقت بصورة غريبة وفريدة من نوعها، فتجد أهل المنطقة بارزين في مختلف المجالات كالفن وكرة القدم والإعلام وبعض المجالات العلمية كالتعليم والطب والهندسة.
لها مقولة يشتهر بها أهلها تعبر عن هذا التنوع هي (مارنجان السودان، كفر وورتر، تسع لغات والعاشرة ابتسامة).
تقع المنطقة في جنوب مدينة ود مدني، يحدها شرقا نهر النيل الأزرق، وغربا منطقة بركات، ويتوسط المنطقة «محطة الفسحة وسوق مارنجان». تحتضن المنطقة عدد من مصانع الغزل والنسيج وعدد من المعاصر ومصانع زيوت الطعام وبها صوامع غلال ومطاحن صناعة وتعبئة الدقيق، بالإضافة إلى مصانع غذائية أخرى مثل مصانع «بركة» للبسكويت والشيبس والطحنية، مصنع الإحسان للمخبوزات والحلويات، ومصانع مياه صحية، مصانع صابون مصانع للإسفنج والبلاستيكك.